# Station Martorell
Martorell is een station van de Rodalies Barcelona. Het is gelegen in de gelijknamige plaats. Het station ligt aan lijn 4 en is het eindpunt van lijn 8.

## Lijnen
| Eindbestemming                                | Vorig station | Lijn | Volgend station   | Eindbestemming    |
| --------------------------------------------- | ------------- | ---- | ----------------- | ----------------- |
| Sant Vicenç de Calders Vilafranca del Penedès | Gelida        |      | Castellbisbal     | Terrassa Manresa  |
| eindpunt                                      | eindpunt      |      | Station Martorell | Granollers Centre |